# Rudopolje
Rudopolje falu Horvátországban Lika-Zengg megyében. Közigazgatásilag Vrhovinéhez tartozik.

## Fekvése
Otocsántól légvonalban 19 km-re, közúton 22 km-re keletre, községközpontjától 6 km-re északkeletre az Otocsánból Korenicára vezető 52-es számú főúttól északra fekszik. Tőle keletre terül el a Plitvicei-tavak Nemzeti Park. A falunak vasútállomása van a Plaški – Vrhovine vasútvonalon.

## Története
A falu területe a horvát királyok idejében a legősibb horvát megyéhez, Gackához tartozott. A 13. század végétől a Frangepánok uralma alá került. 1449-ben a család birtokainak megosztásakor ezt a területet Frangepán Zsigmond kapta. A falu lakói a 17. században a török által elfoglalt területekről betelepített pravoszláv vallású vlachok leszármazottai, akik 1800 után szerbeknek nyilatkoztatták ki magukat. A katonai határőrvidék megszüntetése után a nagy területű Vrhovine község része lett, melyhez a Plitvicei-tavak vidéke is hozzá tartozott. A falunak 1857-ben 560, 1910-ben 636 lakosa volt. 1918. június 11-én a likai vasútvonal Plaški – Vrhovine szakaszának megnyitásával Vrhovine ennek egyik fontos vasútállomása lett. A trianoni békeszerződésig Lika-Korbava vármegye Otocsáni járásához tartozott. Ezt követően előbb a Szerb-Horvát-Szlovén Királyság, majd Jugoszlávia része lett. 1991-ben alakult meg újra az önálló Vrhovine község, melynek szerb lakossága még ez évben a Krajinai Szerb Köztársasághoz csatlakozott. A horvát hadsereg 1995. augusztus 6-án a Vihar hadművelet keretében foglalta vissza a község területét, melynek szerb lakói nagyrészt elmenekültek. A falunak 2011-ben mindössze 67 lakosa volt.

## Lakosság
| Lakosság változása | Lakosság változása | Lakosság változása | Lakosság változása | Lakosság változása | Lakosság változása | Lakosság változása | Lakosság változása | Lakosság változása | Lakosság változása | Lakosság változása | Lakosság változása | Lakosság változása | Lakosság változása | Lakosság változása | Lakosság változása |
| ------------------ | ------------------ | ------------------ | ------------------ | ------------------ | ------------------ | ------------------ | ------------------ | ------------------ | ------------------ | ------------------ | ------------------ | ------------------ | ------------------ | ------------------ | ------------------ |
| 1857               | 1869               | 1880               | 1890               | 1900               | 1910               | 1921               | 1931               | 1948               | 1953               | 1961               | 1971               | 1981               | 1991               | 2001               | 2011               |
| 560                | 567                | 489                | 559                | 617                | 636                | 638                | 795                | 531                | 560                | 520                | 365                | 311                | 249                | 61                 | 67                 |

## Híres emberek
Itt született Đuro Nenadić erdőmérnök, egyetemi tanár, a Zágrábi Egyetem rektora, a horvát Erdőgazdálkodási Intézet megalapítója.